# Gottfried III. (Niederlothringen)
Gottfried III. der Bärtige († 21. Dezember oder 30. Dezember 1069 in Verdun) war Herzog von Oberlothringen, Niederlothringen sowie Markgraf von Tuszien.

## Leben und Werk
Gottfried stammt aus der Familie der Wigeriche. Sein Vater Gotzelo I. war Herzog von Ober- und Niederlothringen. Als Gotzelo I. 1044 starb, belehnte König Heinrich III. Gottfried mit Oberlothringen und Gotzelos gleichnamigen zweiten Sohn Gotzelo II. mit Niederlothringen.
Nach dem Tod seines Bruders beanspruchte Gottfried auch Niederlothringen, Heinrich III. setzte dagegen Friedrich II. von Luxemburg dort ein. Gottfried rebellierte teilweise mit Unterstützung des französischen Königs Heinrich I. gegen den Kaiser (1047 Zerstörung der Kaiserpfalz Nijmegen), konnte sich jedoch nicht durchsetzen und wurde vom elsässischen Grafen Adalbert, nach dessen Tod 1048 von dessen Bruder Gerhard als Herzog ersetzt.
Nach dem Tod seiner Frau Oda zog sich Gottfried nach Italien zurück, wo er 1054 Beatrix von Lothringen, die Witwe Markgraf Bonifatius’ von Tuscien und Tochter Friedrichs II. von Luxemburg heiratete. Heinrich III. setzte 1055 Gottfried ab und Beatrix gefangen. Erst ein Jahr später erreichte Papst Victor II. die Versöhnung Gottfrieds mit Heinrich und dessen Wiedereinsetzung. Gottfried verfügte nun nicht nur über die Markgrafschaft Tuscien, sondern auch über die umfangreichen Güter Beatrix’, die bis in die Emilia-Romagna und die Poebene reichten, und konnte sich so eine führende Position in Italien aufbauen.
Als der Kaiserhof unter der Regentschaft Agnes’ von Poitou zunehmend den Kontakt zur cluniazensisch orientierten Reformgruppe in Rom verlor, bot Gottfried den Reformklerikern, die zu einem nicht unerheblichen Teil mit Leo IX. aus Lothringen nach Rom gekommen waren, einen wichtigen Rückhalt und festigte mit der Wahl seines Bruders Friedrich zum Papst (Stephan IX.) im Jahre 1057 weiter seine Stellung.
Auch durch die Heirat seines Sohns Gottfried IV. von Niederlothringen mit seiner Stieftochter Mathilde von Tuszien konnte er seine Macht und seinen Einfluss erheblich ausbauen.
Nach dem Tod Friedrichs II. von Luxemburg 1065 erhielt er das Herzogtum Niederlothringen von König Heinrich IV. und konzentrierte sich in seinen letzten Jahren auf diese Herrschaft, wohingegen seine Frau Beatrix in Tuszien die Regentschaft führte.
Gottfried starb 1069 als Herzog von Niederlothringen und Markgraf von Tuscien. Sein Sohn Gottfried folgte ihm in Niederlothringen; seine Tochter Ida wurde die Mutter Gottfrieds von Bouillon.

## Zählung
Gottfried der Bärtige war nach Gottfried I. aus der Familie der Matfriede und Gottfried II., wie Gottfried III. aus der Familie der Wigeriche, der dritte Herzog dieses Namens in Niederlothringen. Die Zählung der herzoglichen Träger dieses Namens ist in der historischen Literatur allerdings nicht einheitlich, so dass für Gottfried den Bärtigen bisweilen auch die Ordnungszahl II verwendet wird.